# Stornoway
Stornoway [ˈstɔːrnəweɪ], schottisch-gälisch Steòrnabhagh, ist der Hauptort der Insel Lewis and Harris und mit 8000 Einwohnern die bedeutendste Ortschaft der Äußeren Hebriden vor der Westküste Schottlands.

## Geschichte
Stornoway wurde am besten Naturhafen der Inselgruppe im frühen 9. Jahrhundert von Wikingern mit dem altnordischen Namen Stjórnavágr gegründet und um 1100 mit einer Burg befestigt, die im 16. Jahrhundert zerstört wurde.
Im 19. Jahrhundert erlebte die Heringsfischerei und -verarbeitung eine Blütezeit, wobei vor allem Salzheringe als beliebter Snack in Bars ausgeführt wurden. In den 1920er Jahren ging die Nachfrage jedoch stark zurück, und sehr viele junge Einwohner wanderten aus, hauptsächlich nach Kanada.
Am 1. Januar 1919 versank die Iolaire mit über 200 Heimkehrern aus dem Ersten Weltkrieg vor dem Hafen von Stornoway. Dies verschärfte den wegen der vielen Kriegsgefallenen ohnehin schon erheblichen Mangel an Männern auf den Äußeren Hebriden und hatte auch zur Folge, dass danach sehr viele junge Frauen, darunter Mary Anne MacLeod, die Mutter Donald Trumps, auswanderten, weil sie auf den Inseln keine Ehemänner fanden.

## Sprache
Die traditionelle Sprache der Äußeren Hebriden ist Schottisch-Gälisch. In den Schulen ist allerdings seit 1872 Englisch als Unterrichtssprache vorgeschrieben, was insbesondere in Stornoway zu einem allmählichen Rückgang des Gälischen geführt hat. Bei der Volkszählung von 2011 wurden in der Gemeinde Stornoway noch 43 % Gälisch-sprechende Einwohner ermittelt.

## Verkehr
Der Hafen von Stornoway ist die wichtigste Verbindung der Inselgruppe zum Festland. Die Reederei CalMac Ferries bietet je Richtung bis zu zwei tägliche Fahrten zwischen Stornoway und dem Festlandhafen Ullapool an. Außerdem gibt es seit 1937 einen kleinen Flughafen.

## Galerie

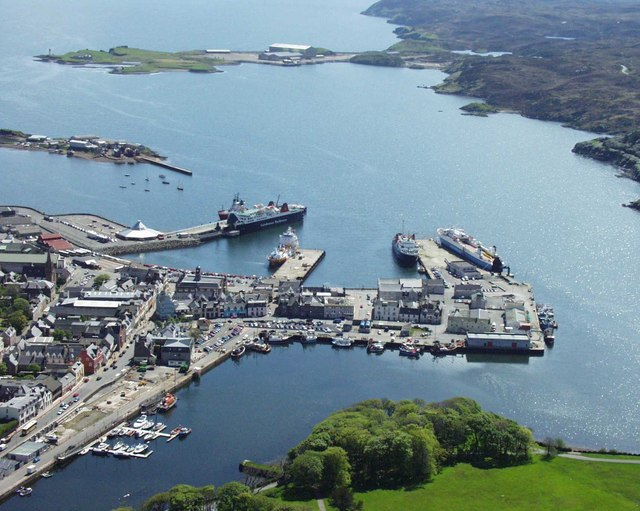
Hafen von Stornoway
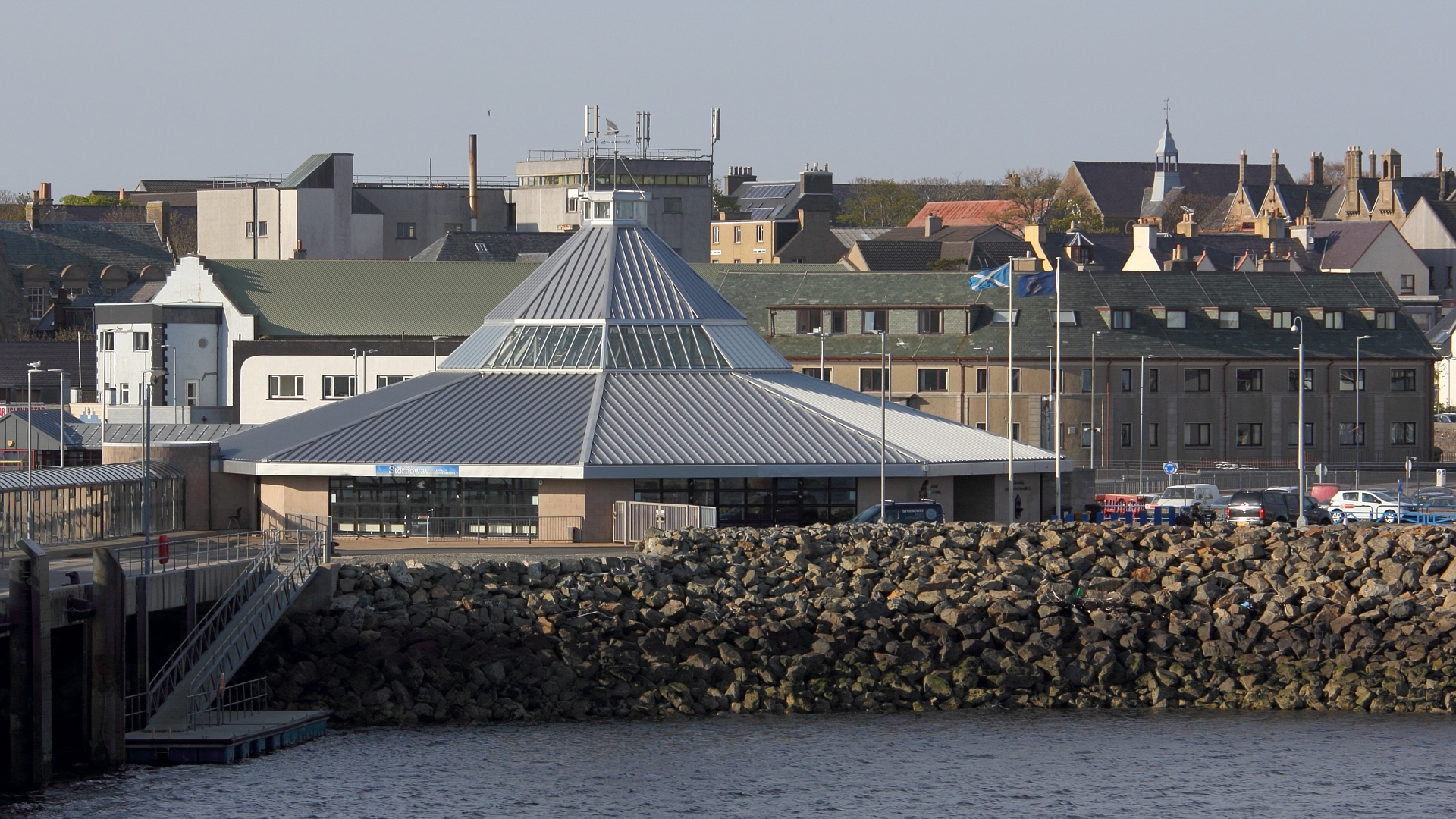
Fährterminal in Stornoway
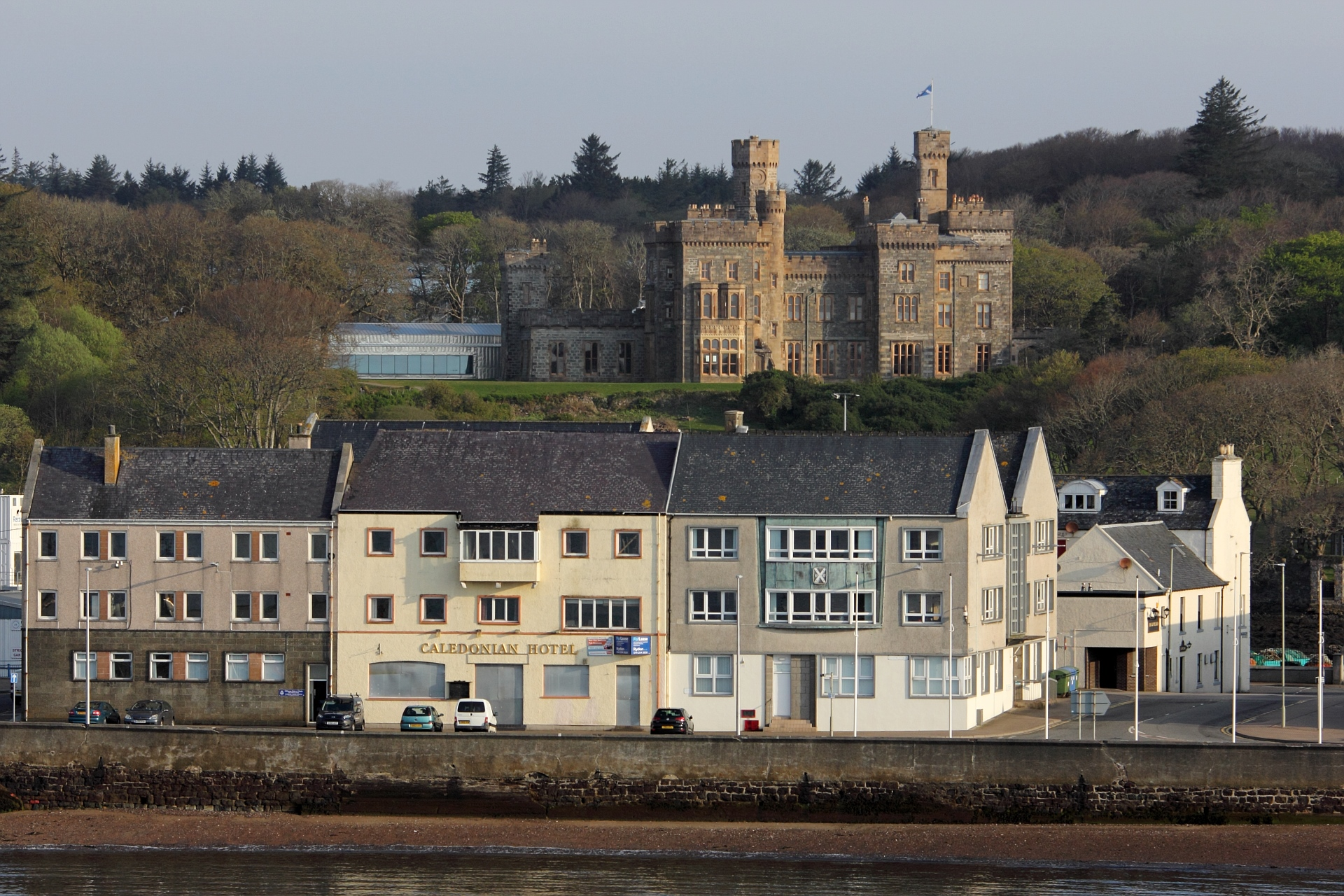
Uferbebauung in Stornoway mit Lews Castle im Hintergrund
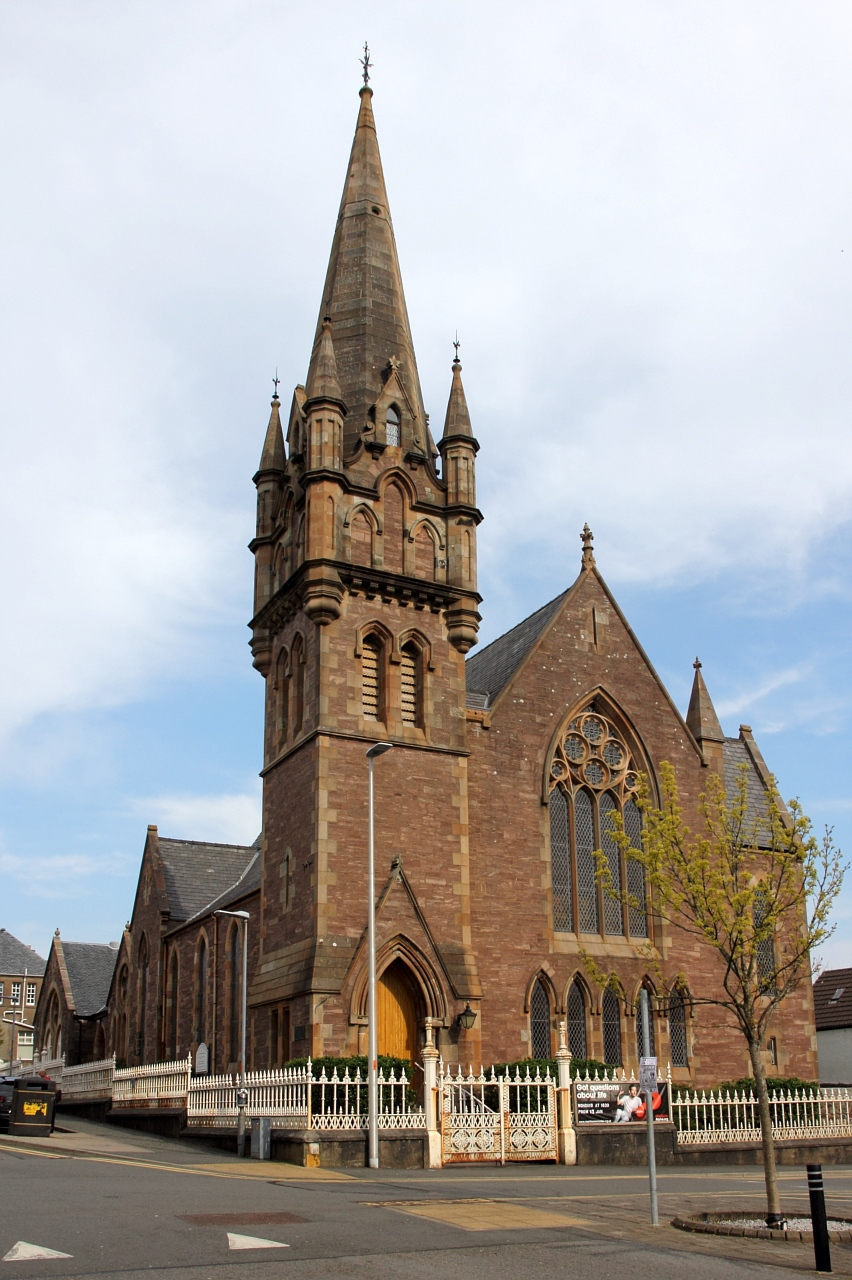
Martin's Memorial Church in Stornoway
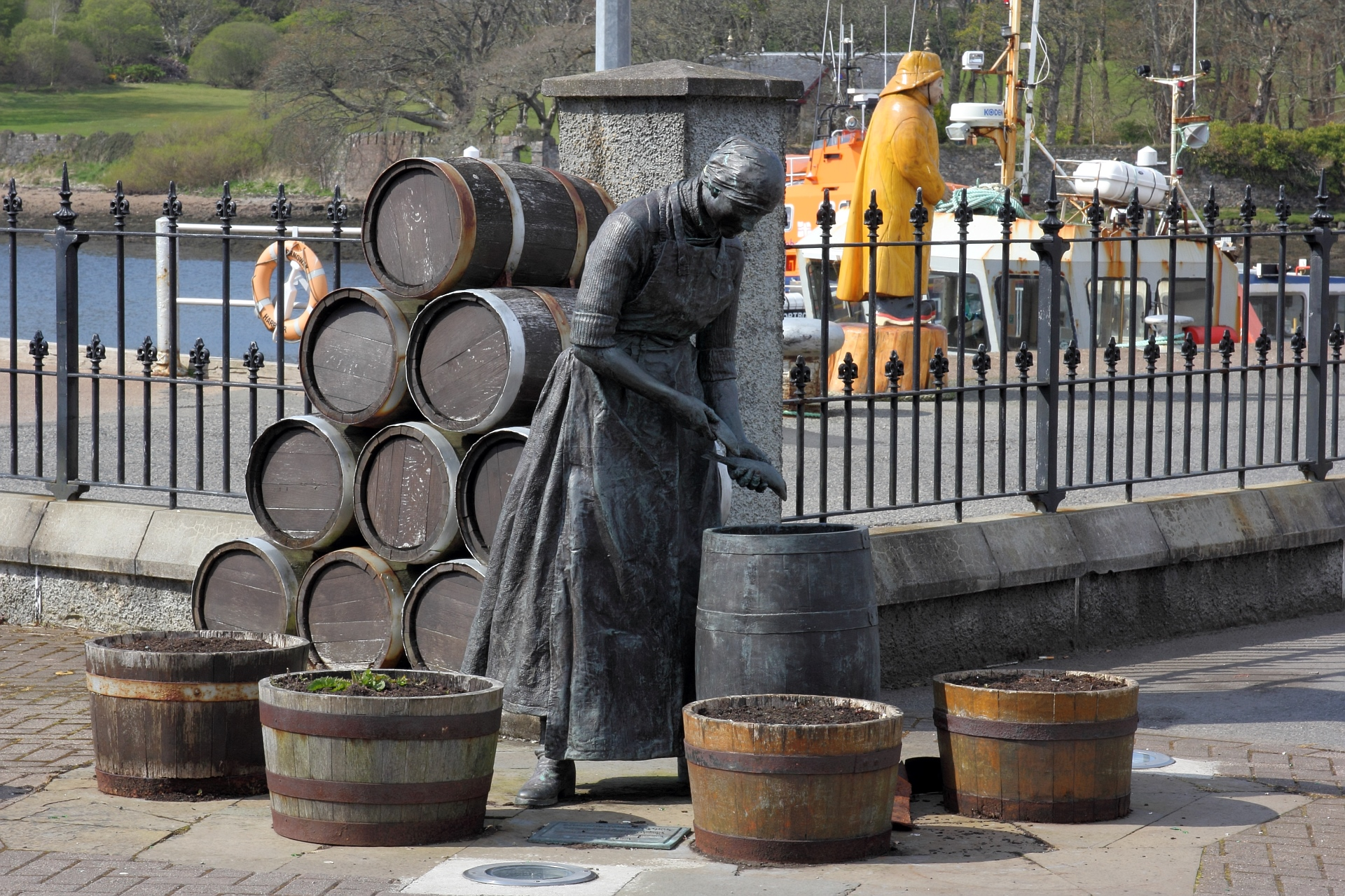
Denkmal einer Heringsfrau am Binnenhafen
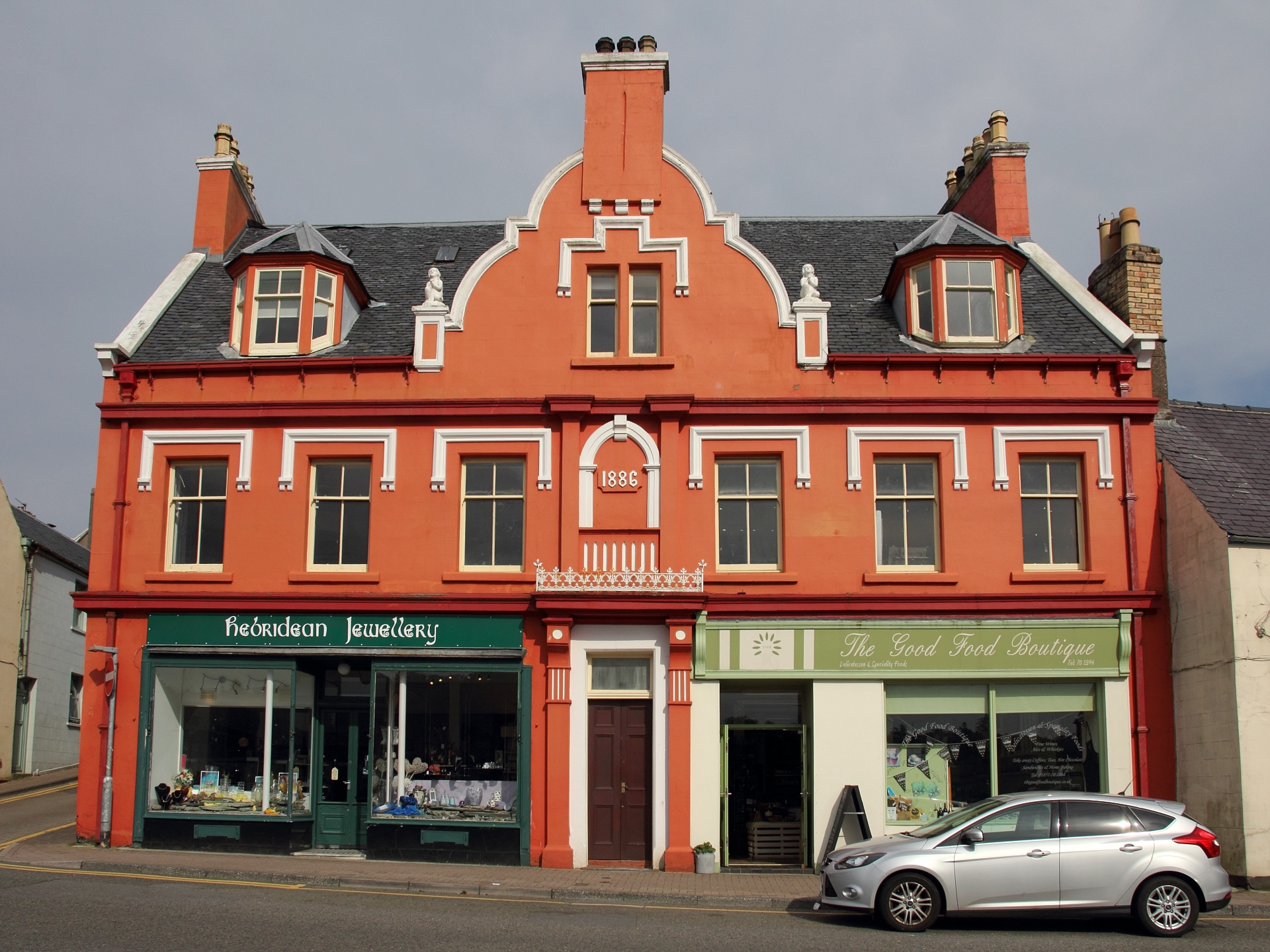
Geschäftshaus in der Cromwell Street
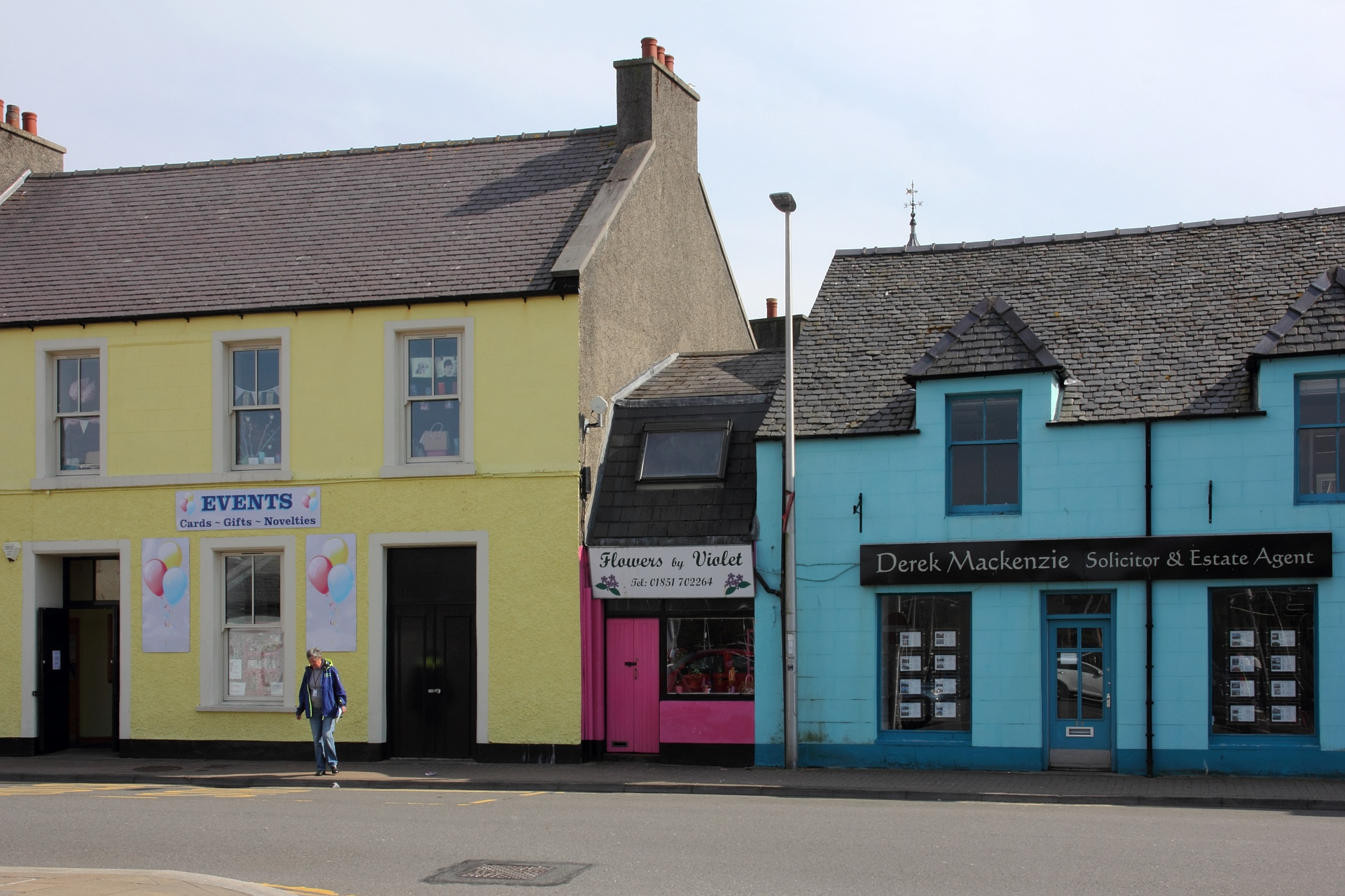
Gebäude an der Straße North Beach

## Söhne und Töchter der Stadt
- Rhoda Grant (* 1963), Politikerin
- Sheilagh Kesting (* 1953), Pfarrerin und ehemalige Moderatorin der Church of Scotland
- Angus MacDonald (* 1963), Politiker
- Lewis Macdonald (* 1957), Politiker
- Robert MacIver (1882–1970), Soziologe
- Alexander MacKenzie (1764–1820), schottisch-kanadischer Entdecker
- Mary Anne MacLeod Trump (1912–2000), die Mutter des US-Präsidenten Donald Trump, stammt aus dem nahegelegenen Dorf Tong
- Ken MacLeod (* 1954), Science-Fiction-Autor
- Hans Matheson (* 1975), Filmschauspieler
- Alasdair Morrison (* 1968), Politiker
- James Morrison (1760–1807), Seemann auf der Bounty
- Alexander Munro (1870–1934), Tauzieher
- Donald Stewart (1920–1992), Politiker

## Klimatabelle
|                       | Jan | Feb | Mär | Apr | Mai  | Jun  | Jul  | Aug  | Sep  | Okt  | Nov | Dez |   |      |
| Mittl. Tagesmax. (°C) | 6,3 | 6,6 | 8,2 | 9,8 | 12,4 | 14,6 | 15,9 | 16,0 | 14,4 | 11,7 | 9,1 | 7,3 | ⌀ | 11   |
| Mittl. Tagesmin. (°C) | 2,4 | 2,2 | 3,1 | 4,2 | 6,3  | 8,6  | 10,6 | 10,6 | 9,1  | 7,0  | 4,8 | 3,6 | ⌀ | 6,1  |
|                       |     |     |     |     |      |      |      |      |      |      |     |     |   |      |
| Niederschlag (mm)     | 122 | 86  | 107 | 63  | 60   | 63   | 73   | 83   | 115  | 140  | 133 | 126 | Σ | 1171 |
|                       |     |     |     |     |      |      |      |      |      |      |     |     |   |      |
| Sonnenstunden (h/d)   | 1,1 | 2,4 | 3,4 | 5,2 | 5,9  | 5,6  | 4,2  | 4,3  | 3,4  | 2,6  | 1,5 | 0,8 | ⌀ | 3,4  |
|                       |     |     |     |     |      |      |      |      |      |      |     |     |   |      |
| Regentage (d)         | 20  | 15  | 19  | 14  | 12   | 12   | 14   | 13   | 17   | 20   | 20  | 20  | Σ | 196  |
|                       |     |     |     |     |      |      |      |      |      |      |     |     |   |      |
| Wassertemperatur (°C) | 8   | 7   | 7   | 8   | 9    | 11   | 12   | 13   | 12   | 11   | 10  | 9   | ⌀ | 9,8  |
|                       |     |     |     |     |      |      |      |      |      |      |     |     |   |      |
| Luftfeuchtigkeit (%)  | 85  | 84  | 85  | 84  | 83   | 84   | 87   | 87   | 86   | 86   | 86  | 86  | ⌀ | 85,3 |

| 2,4 |

| 2,2 |

| 3,1 |

| 4,2 |

| 6,3 |

| 8,6 |

| 10,6 |

| 10,6 |

| 9,1 |

| 7,0 |

| 4,8 |

| 3,6 |

| 2,4 |

| 2,2 |

| 3,1 |

| 4,2 |

| 6,3 |

| 8,6 |

| 10,6 |

| 10,6 |

| 9,1 |

| 7,0 |

| 4,8 |

| 3,6 |